# Copa del Rey de Baréin
La Copa del Rey de Baréin es el segundo torneo de fútbol más importante de Baréin, el cual es organizado por la Federación de Fútbol de Baréin.
Fue creada en el año 1952 y ha tenido varios nombre a lo largo de su historia. Se juega a eliminación directa.

## Lista de Campeones
| Temporada       | Campeón              | Resultado        | Finalista            |               |
| Copa del Emir   | Copa del Emir        | Copa del Emir    | Copa del Emir        | Copa del Emir |
| --------------- | -------------------- | ---------------- | -------------------- | ------------- |
| 1952            | Muharraq Club        |                  |                      |               |
| 1953            | Muharraq Club        |                  |                      |               |
| 1954            | Muharraq Club        |                  |                      |               |
| 1955-1957       | Desconocido          | Desconocido      | Desconocido          |               |
| 1958            | Muharraq Club        |                  |                      |               |
| 1959            | Muharraq Club        |                  |                      |               |
| Copa Federación |                      |                  |                      |               |
| 1960            | Al Nusoor Manama     | 1 - 0            | Muharraq Club        |               |
| 1961            | Muharraq Club        | 4 - 1            | Al Nusoor            |               |
| 1962            | Muharraq Club        | 7 - 1            | Al Nahda             |               |
| 1963            | Muharraq Club        | 2 - 0            | Bahrain Riffa        |               |
| 1964            | Muharraq Club        | 4 - 2            | Al Nusoor Manama     |               |
| 1965            | No disputado         | No disputado     | No disputado         |               |
| 1966            | Muharraq Club        | 5 - 0            | Taj                  |               |
| 1967            | Muharraq Club        | 1 - 0            | Al Arabi             |               |
| 1968            | Al Nusoor Manama     | 2 - 1            | Al-Riffa SC          |               |
| 1969            | Al Arabi             | 4 - 0            | Al Tursana           |               |
| 1970            | Bahrain Club         | 5 - 2            | Al Nusoor Manama     |               |
| 1971            | Bahrain Club         | 4 - 2            | Al Arabi             |               |
| 1972            | Muharraq Club        | 2 - 0            | Bahrain Club         |               |
| 1973            | Al-Riffa SC          | 2 - 2 (8-7 pen.) | Bahrain Club         |               |
| 1974            | Muharraq Club        | 3 - 2            | Al Nusoor Manama     |               |
| 1975            | Muharraq Club        | 5 - 1            | Bahrain Club         |               |
| 1976            | Al Hala              | 1 - 0            | Bahrain Club         |               |
| 1977            | Al Nusoor Manama     | 1 - 0            | Muharraq Club        |               |
| Copa del Emir   |                      |                  |                      |               |
| 1978            | Muharraq Club        | 1 - 0            | Al Wahda             |               |
| 1979            | Muharraq Club        | 1 - 0            | Al-Ahli (Manama)     |               |
| 1980            | Al Hala              | 0 - 0 (4-2 pen.) | East Riffa Club      |               |
| 1981            | Al Hala              | 2 - 2 (5-4 pen.) | Bahrain Club         |               |
| 1982            | Al-Ahli (Manama)     | 2 - 0            | Al-Riffa SC          |               |
| 1983            | Muharraq Club        | 2 - 0            | Al-Riffa SC          |               |
| 1984            | Muharraq Club        | 2 - 0            | Bahrain Club         |               |
| 1985            | Al-Riffa SC          | 1 - 1 (4-1 pen.) | Bahrain Club         |               |
| 1986            | Al-Riffa SC          | 1 - 0            | East Riffa Club      |               |
| 1987            | Al-Ahli (Manama)     | 1 - 0            | Al Wahda             |               |
| 1988            | Al Wahda             | 1 - 0            | Al-Ahli (Manama)     |               |
| 1989            | Muharraq Club        | 1 - 0            | East Riffa Club      |               |
| 1990            | Muharraq Club        |                  |                      |               |
| 1991            | Al-Ahli (Manama)     |                  |                      |               |
| 1992            | Al Wahda             |                  |                      |               |
| 1993            | Muharraq Club        |                  |                      |               |
| 1994            | Al Wahda             |                  |                      |               |
| 1995            | Muharraq Club        |                  |                      |               |
| 1996            | Muharraq Club        | 0 - 0 (4-3 pen.) | Bahrain Club         |               |
| 1997            | Muharraq Club        | 2 - 1            | East Riffa Club      |               |
| 1998            | Al-Riffa SC          | 2 - 1            | Budaia               |               |
| 1999            | East Riffa Club      | 1 - 0            | Al Hala              |               |
| 2000            | East Riffa Club      | 3 - 1            | Qadisiya             |               |
| 2001            | Al Ahly Manama       | 1 - 0            | Essa Town            |               |
| 2002            | Muharraq Club        | 0 - 0 (4-2 pen.) | Al Ahly Manama       |               |
| Copa del Rey    |                      |                  |                      |               |
| 2003            | Al Ahly Manama       | 2 - 1            | Muharraq Club        |               |
| 2004            | Al Shabab Jidds Hafs | 2 - 1            | Busaiteen Club       |               |
| 2005            | Muharraq Club        | 1 - 0            | Al Shabab Jidds Hafs |               |
| 2006            | Al-Najma             | 1 - 0            | Al Ahly Manama       |               |
| 2007            | Al-Najma             | 2 - 0            | Al Hala              |               |
| 2008            | Muharraq Club        | 2 - 0            | Al-Najma             |               |
| 2009            | Muharraq Club        | 1 - 1 (9-8 pen.) | Al-Riffa SC          |               |
| 2010            | Al-Riffa SC          | 4 - 0            | Busaiteen Club       |               |
| 2011            | Muharraq Club        | 3 - 0            | Busaiteen Club       |               |
| 2012            | Muharraq Club        | 3 - 1            | Bahrain Club         |               |
| 2013            | Muharraq Club        | 2 - 1 (4-3 pen.) | Al-Riffa SC          |               |
| 2014            | East Riffa Club      | 2 - 1            | Busaiteen Club       |               |
| 2015            | Al-Hidd SCC          | 2 - 0            | Busaiteen Club       |               |
| 2015–16         | Muharraq Club        | 3 - 1            | Al-Riffa SC          |               |
| 2016–17         | Manama Club          | 2 - 1            | Muharraq Club        |               |
| 2017–18         | Al-Najma             | 1 - 1 (5-4 pen.) | Muharraq Club        |               |
| 2018–19         | Al-Riffa SC          | 2 - 1            | Al-Hidd SCC          |               |
| 2019–20         | Muharraq Club        | 1 - 0            | Al-Hidd SCC          |               |
| 2020–21         | Al-Riffa SC          | 2 - 0            | Al Ahly Manama       |               |
| 2021–22         | Al-Khaldiya SC       | 0 - 0 (4–3 pen.) | East Riffa SCC       |               |
| 2022–23         | Al Hala SC           | 0 - 0 (6–5 pen.) | Al Ahly Manama       |               |
| 2023–24         | Al Ahly Manama       | 1 - 1 (4–2 pen.) | Muharraq Club        |               |
| 2024–25         | Al-Khaldiya SC       | 3 - 2            | Sitra                |               |

## Títulos por club
| Club                   | Campeón | Años campeón |
| ---------------------- | ------- | --- |
| Muharraq Club          | 33      | 1952, 1953, 1954, 1958, 1959, 1961, 1962, 1963, 1964, 1966, 1967, 1972, 1974, 1975, 1978, 1979, 1983, 1984, 1989, 1990, 1993, 1996, 1997, 2002, 2005, 2008, 2009, 2011, 2012, 2013, 2016, 2020 |
| Al-Ahli Club (*)       | 9       | 1960, 1968, 1977, 1982, 1987, 1991, 2001, 2003, 2024 |
| Al-Riffa SC            | 7       | 1973, 1985, 1986, 1998, 2010, 2019, 2021 |
| Al Hala SC             | 4       | 1976, 1980, 1981, 2023 |
| Al Wahda †             | 3       | 1988, 1992, 1994 |
| East Riffa SCC         | 3       | 1999, 2000, 2014 |
| Al-Najma Club          | 3       | 2006, 2007, 2018 |
| Al-Khaldiya SC         | 2       | 2022, 2025 |
| Bahrain SC             | 2       | 1970, 1971 |
| Al Arabi †             | 1       | 1969 |
| Al Shabab Jidds Hafs † | 1       | 2004 |
| Al-Hidd SCC            | 1       | 2015 |
| Manama Club            | 1       | 2017 |

- (*) Al-Ahli (Manama) incluye Al Nusoor Manama.
- † Equipo desaparecido.